# Cut Knife n.º 439
Cut Knife n.º 439 es un municipio rural canadiense situado en la provincia de Saskatchewan.

## Superficie
Cut Knife n.º 439 tiene una superficie de 651,33 km².

## Demografía
En 2021, tenía 415 habitantes, una densidad poblacional de 0,6 hab./km², y 364 viviendas.